# Lluís Ferrer i Caubet
Lluís Ferrer i Caubet   (Palma, 21 de juliol de 1959) és un catedràtic de Medicina i Cirurgia Animal i ex-rector de la Universitat Autònoma de Barcelona (UAB).
Es va llicenciar en veterinària a la Universitat de Saragossa l'any 1981 i va fer estudis de doctorat a la Escola Superior de Veterinària de Hannover, Alemanya, on va obtenir el títol de Doctor l'any 1984.
A la UAB va ser director del departament de Patologia i Producció Animal i degà de la facultat de Veteriǹaria entre el 1994 i el 1998. Va ser vicerector d'Investigació i vicerector adjunt del Rector dels anys 1998 a 2002. El 2002 va ser elegit Rector de la Universitat Autònoma de Barcelona, càrrec que va renovar fins al 2009.
La seva recerca se centra en la dermatologia comparada i en la immunologia i el diagnòstic de la leishmaniosi canina. Ha dirigit 15 tesis doctorals i ha publicat més de 100 articles en revistes de prestigi.